# Sofie De Moor
Sofie De Moor (Lokeren, 10 mei 1984) is een Vlaamse schrijfster, ze schrijft zowel boeken voor kinderen als voor volwassenen. 
De Moor bracht verschillende kinderboeken uit bij uitgeverij De Eenhoorn. In 2022 kwam bij uitgeverij Horizon haar eerste boek voor volwassenen uit: 'Geen kinderen, wel drie kippen'. De boeken kenmerken zich door gevoelige thema's op een humoristische manier bij de lezer te brengen.
Sofie was van eind 2018 tot eind 2022 ook hoofdredacteur van Klap, een maandelijks actualiteitenmagazine voor de tweede graad van het lager onderwijs. Verder schrijft ze cursiefjes voor 'Spierkracht', een magazine van Spierziekten Vlaanderen en werkt ze mee aan educatieve uitgaven. In maart 2023 werd De Moor aangesteld tot Dorpsdichter van Daknam. 